# I-1
I-1 — підводний човен Імперського флоту Японії, який брав участь у Другій світовій війні.

## Передвоєнна історія
Корабель спорудили на верфі Kawasaki у Кобе. Він належав до типу J1 (він же клас I-1), проєктування якого відбувалось з урахуванням технічних рішень по німецькому човну типу U-139 (можливо відзначити, що японські конструктори також використали напрацювання по U-139 для створення дещо меншої, аніж тип J1, субмарини типу KD2).
21—23 серпня 1937-го, невдовзі після початку Другої японо-китайської війни, I-1 брав участь у дистанційному прикритті загону лінкорів, які здійснили рейс з військами із Японії до Шанхаю (у певній зоні цього міста після конфлікту 1932 року, відомого як «Інцидент 28 січня», перебував японський гарнізон, який значно поступався за чисельністю спрямованим сюди китайським військам).

## Перший похід
На момент вступу Японії у Другу світову війну I-1 належав до 7-ї дивізії підводних човнів. 23 листопада 1941-го він полишив Японію і 6 грудня прибув до Гавайських островів, де зайняв позицію між островами Оаху та Кауаї із завданням діяти проти кораблів, що спробують полишити Перл-Гарбор. Втім, ані в день початку бойових дій 7 грудня, ані в наступні кілька тижнів кораблю не вдалось досягнути якихось успіхів. 10 грудня з I-1 помітили ворожий авіаносець, проте човен був вимушений тривалий час перебувати під водою і лише через 12 годин зміг повідомити командування.
30 грудня 1941-го після заходу сонця I-1 провів обстріл гавані Хіло (східне узбережжя острова Гаваї). Човен встиг випустити 10 снарядів, після чого вогонь у відповідь гідроавіаносця USS Hulbert та берегової артилерії примусив I-1 зануритись (найкращим результатом цієї акції було влучання снаряда у причал поряд з Hulbert).
7 січня 1942-го I-1 південніше від протоки між Оаху та Кауаї невдало атакував транспорт, за дві доби по тому взяв участь у так само безрезультатному полюванні на авіаносець USS Lexington, а 22 січня завершив похід на Маршаллових островах на атолі Кваджелейн (до середини 1942-го активно використовувався як база підводних сил Імперського флоту). 24 січня — 1 лютого човен пройшов звідси до Японії.

## Другий похід
13 лютого 1942-го I-1 вирушив до Нідерландської Ост-Індії, та у другій половині місяця прибув до затоки Старінг-Бей (південно-східний півострів острова Целебес). 23 лютого човен вийшов звідси із завданням патрулювати біля західного узбережжя Австралії. 3 березня в районі затоки Шарк-Бей I-1 атакував нідерландське судно Siantar (8806 GRT), яке прямувало з острова Ява. Перша торпеда пройшла повз ціль, після чого човен сплив та відкрив вогонь із палубної гармати. Siantar також мав гармату, але її заклинило після першого ж пострілу. Після трьох десятків влучань снарядами I-1 добив палаючий транспорт торпедою. 9 березня під час повернення на базу I-1 захопив у Тиморському морі каное з 5 ворожими військовослужбовцями, які намагались дістатись Австралії, а 11 березня прибув до Старінг-Бей.
15—27 березня 1942-го I-1 пройшов до Йокосуки, де став на ремонт.

## Третій похід
11 червня 1942-го I-1 вийшов з Йокосуки та рушив для бойового патрулювання в районі Алеутських островів (за кілька діб до того японці захопили два острови на заході цього архіпелагу). Тут човен провів близько місяця та не досягнув якихось успіхів, а 20 липня — 1 серпня здійснив зворотний перехід до Йокосуки. Незадовго до повернення I-1 був виявлений ворожим кораблем (можливо, куттером Onondaga) південніше від острова Адак, після чого 19 годин ухилявся від переслідування та зміг відірватись лише після занурення на максимальну припустиму глибину.

## Перший похід у Меланезію
Наприкінці серпня — на початку вересня 1942-го I-1 пройшов у Йокосуці переобладнання для участі в запланованому диверсійному рейді на острів Еспірито-Санто в архіпелазі Нові Гебриди (на той час вже почалась битва за Гуадалканал і Еспірито-Санто був головною передовою базою союзників). З човна зняли палубну гармату, зате надали змогу приймати десантний плашкоут Daihatsu.
8—14 вересня 1942-го I-1 перейшов з Йокосуки на атол Трук у центральній частині Каролінських островів (тут ще до війни створили головну базу японського ВМФ у Океанії), а 17—22 вересня пройшов звідси в Рабаул (головна японська база у архіпелазі Бісмарка, з якої проводились операції на Соломонових островах та сході Нової Гвінеї).
25 вересня 1942-го I-1 вийшов у море в межах запланованої операції проти новогвінейського Рабі (так японці позначали район розташованої на завершенні півострова Папуа затоки Мілн-Бей, де наприкінці серпня — на початку вересня вони вже здійснили невдалий десант). Втім, операцію швидко скасували і 27 вересня човен повернувся в Рабаул. Натомість 1 жовтня I-1 попрямував з вантажем продовольства та амуніції до архіпелагу Д'Антркасто (за сотню кілометрів північніше від Мілн-Бей), де вже кілька тижнів перебували бійці морської піхоти, які на початку вересня через атаку ворожої авіації не змогли дістатись пункту призначення у Мілн-Бей та опинились без засобів до евакуації на острові Гуденаф. У ніч проти 4 жовтня I-1 зміг встановити контакт з цими бійцями, передати їм доправлені припаси та евакуювати 71 пораненого. 6 жовтня човен повернувся в Рабаул, а 11 числа вийшов у другий рейс до Гуденафа. 13 жовтня під час розвантаження австралійський патрульний літак освітив район операції та провів бомбардування, що примусило I-1 терміново зануритись. Враховуючи втрату секретності, човен не став намагатись забрати плашкоут та попрямував у Рабаул, куди прибув 16 жовтня.
Тим часом японське командування остаточно відмовилось від планів диверсійного рейду на Еспіриту-Санто, оскільки розвідка засвідчила посилену охорону цього району зі сторони союзників. Тому 22 жовтня 1942-го I-1 вийшов для звичайного бойового патрулювання на південь від острова Сан-Крістобаль (східні Соломонові острови). 28 жовтня човен перенацілили в район атола Стюарат (наразі Sikaiana, за дві сотні кілометрів на північний схід від острова Малаїта) для пошуку збитих японських пілотів (можливо відзначити, що 26 жовтня у регіоні відбулась велика битва авіаносних з'єднань біля островів Санта-Круз). Наступної доби I-1 прибув у визначений район, проте через аварію одного з дизелів не зміг виконати задачу і рушив на Трук, звідки 13—20 листопада пройшов до Йокосуки, де до 30 грудня проходив ремонт.

## Другий похід у Меланезію
3—10 січня 1943-го I-1 пройшов на Трук, а 16—20 січня перейшов до Рабаула. Тут його першим завданням стала доставка припасів для японських військ на Гуадалканалі, постачання яких залежало від нічних рейсів есмінців та підводних човнів. 24 січня I-1 вийшов з бази і надвечір 29 січня сплив на поверхню біля затоки Камімбо. Попри штормову погоду, в районі патрулювали два новозеландські корвети HMNZS Kiwi та HMNZS Moa, так що невдовзі I-1 був вимушений екстрено зануритись. Втім, акустик з Kiwi виявив присутність субмарини, після чого новозеландці провели кілька атак глибинними бомбами. I-1 отримав цілий ряд пошкодженнь, зокрема, системи кермування, та провалився на глибину, яка перевищувала максимальну проєктну більш ніж на 60 метрів. На додачу до вже наявних протікань почалось надходження води через носовий торпедний відсік, а при потраплянні води у пошкоджені акумуляторні батареї з них виділявся хлор. Хоча ще раніше на I-1 вийшов з ладу один гвинт, проте човну вдалось дати задній хід та у підсумку вийти кормою уперед на поверхню, при цьому він опинився менш ніж за два кілометра від Kiwi. Капітан підводного човна вирішив спробувати викинутись на берег та одночасно наказав обслузі палубної гармати зайняти свої місця. Втім, артилеристи Kiwi доволі швидко пристрілялись і вивели з ладу гармату I-1, серед загиблих японців опинився капітан субмарини, загорівся розміщений на палубі плашкоут Дайхацу. Через якийсь час Kiwi наблизився та тричі таранив I-1, човен зазнав додаткових пошкоджень, проте у підсумку все-таки опинився на мілині. У корпус човна продовжувала надходити вода, так що I-1 затонув, але завершення його носової частини стирчало з води під великим кутом. 27 членів екіпажу загинуло чи пропало безвісти, ще 66 морякам вдалось дістатись зайнятого японцями узбережжя.
30 січня 1943-го HMNZS Moa провів інспекцію решток I-1, при цьому одного японця довелось вбити, а інший потрапив у полон. Новозеландцям вдалось забрати одну з кодових книг, хоча більшість цих матеріалів японці змогли при евакуації винести на берег та знищити. 1 лютого почалась евакуація японського гарнізону і першим же рейсом більшість вцілілих з I-1 вивезли у Рабаул (останні три моряки полишили Гуадалканал 7 лютого). 2 лютого японці підірвали рештки човна за допомогою двох глибинних бомб та ряду вибухових зарядів, а 10 числа по I-1 відбомбились 9 пікіруючих бомбардувальників, що прибули під прикриттям 28 винищувачів. Одному з пілотів вдалось покласти 250-кг бомбу в район бойової рубки субмарини.
У наступні кілька діб американці провадили обстеження решток I-1 та змогли підібрати ще кілька кодових книг. Своєю чергою японці вислали до Гуадалканалу підводний човен I-2, який 13 лютого увійшов до затоки Камімбо, проте не зміг відшукати загиблий корабель. 15 числа I-2 повторив спробу, проте був виявлений та відігнаний глибинними бомбами. Тим часом японське командування вирішило провести істотну модифікацію кодових таблиць, оскільки вважалось, що ворог міг захопити на I-1 достатньо матеріалів для читання існуючих кодів.
У 1972 році австралійські мисливці за скарбами здійснили підрив вибухового пристрою на носу I-1, при цьому унаслідок детонації однієї чи кількох торпед передня третина корабля була зруйнована.

## Бойовий рахунок
| Дата       | Назва   | Тип      | Тоннаж | Місце            |
| 03.03.1942 | Siantar | вантажне | 8806   | 21°20'S 108°45'E |